# Benjamin Leadbeater
Benjamin Leadbeater (* 12. Januar 1773 in Leeds; † 22. März 1851 in London) war ein britischer Ornithologe, Taxidermist und Naturalienhändler.

## Leben und Wirken
Benjamin Leadbeater wurde am 23. Februar 1773 in Saint Peter getauft. Am 26. Dezember 1796 heiratet er Elizabeth Almley. Mit ihr hatte er die Kinder Ann (geb. 1797), John (1800–1800. Verstarb mit vier Monaten), Elisabeth (geb. 1803), John Leadbeater Sr. (1804–1856) und Hannah (geb. 1806). Als Witwer heiratete Leadbeater 1827 Esther geb. Baker, die drei Jahre nach seinem Tod im April 1854 verstarb.
Er eröffnete zunächst um 1800 ein Naturalienhandel in der 19 Brewer Street. Im Jahr 1824 führte er den Handel gemeinsam mit seinem Sohn John Leadbeater Sr. unter dem Namen Leadbeater & Son. Als John im Jahr 1856 starb, übernahm dessen Sohn Benjamin Leadbeater, Jr.  (1830–1890) das Geschäft. Ein weiter Sohn, John Leadbeater, Jr. (1831–1888) arbeitete ab 1857 als Taxidermist im Melbourne Museum.
Henry Evans Lombe (1792–1878) kaufte um 1822 von Leadbeater ein Riesenalk, welcher von John Hunt (1777–1842) im dritten Band von British ornithology illustriert wurde. Dieses Präparat vermachte Lombes Tochter E. P. Clarke im Jahr 1873 schließlich dem Norwich Museum.

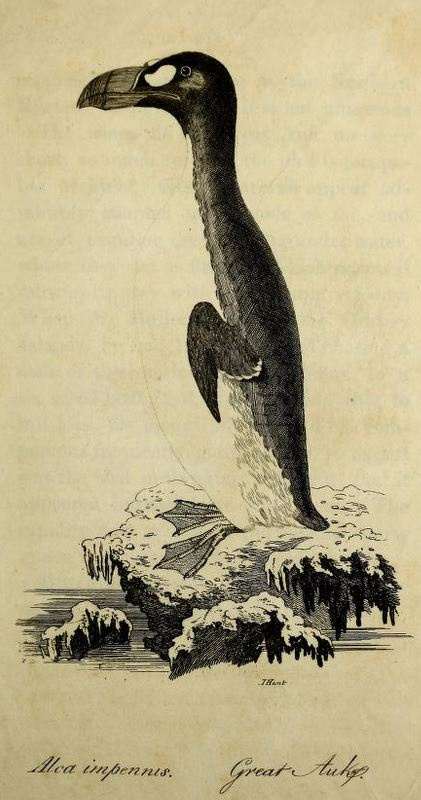
Riesenalk illustriert von John Hunt
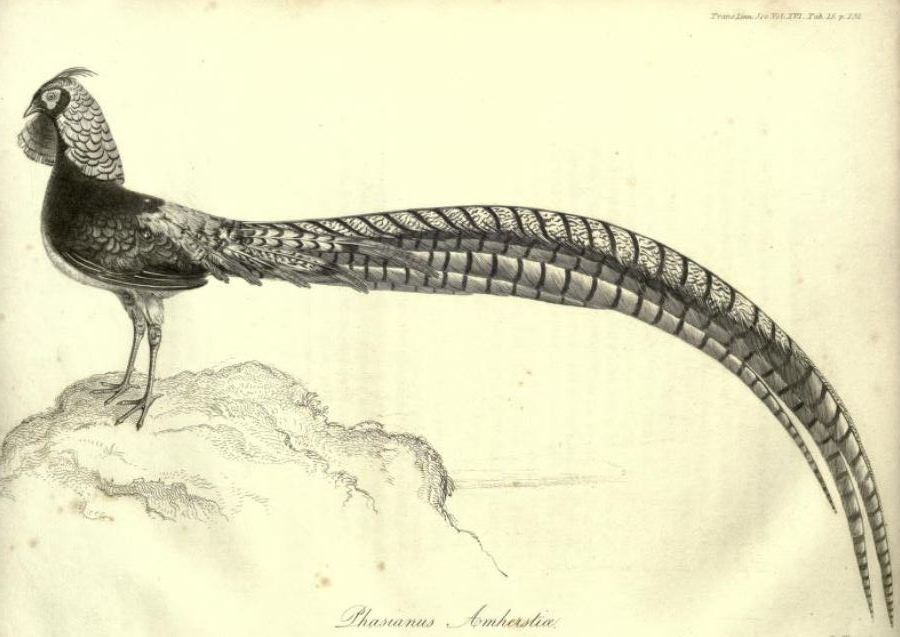
Diamantfasan Gravur D. Allen als Teil der Erstbeschreibung

1829 beschrieb er den Diamantfasan neu für die Wissenschaft. Er widmete den Fasan Sarah Amherst geb. Archer (1762–1838), die zwei lebende männliche Exemplare nach England gebracht hatte.
Bevor Charles Darwin zu seiner Reise mit der Beagle aufbrach, holte er sich Rat von Leadbeater, wie er die gesammelten Bälge vor Zerstörung schützen könnte. Dieser riet Darwin die Transportkisten innen mit Terpentin auszureiben und zusätzlich Tabakcampher reinzulegen.
Leadbeater schien ein gutes Verhältnis mit Coenraad Jacob Temminck (1778–1858) gehabt zu haben, von dem er viele Duplikate aus dem naturhistorischen Museum in Leiden erhalten hatte. Viele Bälge aus seinem Naturalienhandel landeten im Natural History Museum. Dem Museum der Linnean Society of London vermachte er 1827 ein Präparat eines Schwarzschwans. Für die 6. Auflage von A History of British Birds von Thomas Bewick stellte er einen Prachttaucher zur Illustration des Werkes zur Verfügung. Für Edward Smith-Stanley, 13. Earl of Derby besorgte sein Naturalienhandel 1842 ein Braunes Zwerghörnchen und ein Japanisches Gleithörnchen. Edward Smith-Stanley erwarb im Zeitraum von 1811 bis 1846 viele seiner Tierpräparate.
Leadbeater verstarb in seinem damaligen Domizil in der Camden Road.

## Dedikationsnamen
Nicholas Aylward Vigors nannte 1825 den Südlichen Hornrabe (Bucorvus leadbeateri) und 1831 den Inkakakadu (Cacatua leadbeateri)  nach ihm. Der Violettstirn-Brillantkolibri (Heliodoxa leadbeateri (Bourcier, 1843)) könnte ihm oder seinem Sohn John Leadbeater, Sr. ehren, da Jules Bourcier keinen Vornamen in seiner Widmung nannte. Charles Lucien Jules Laurent Bonapartes Gattung Leadbeatera, die heute als Synonym für Heliodoxa gilt, ist auf den Violettstirn-Brillantkolibri zurückzuführen.

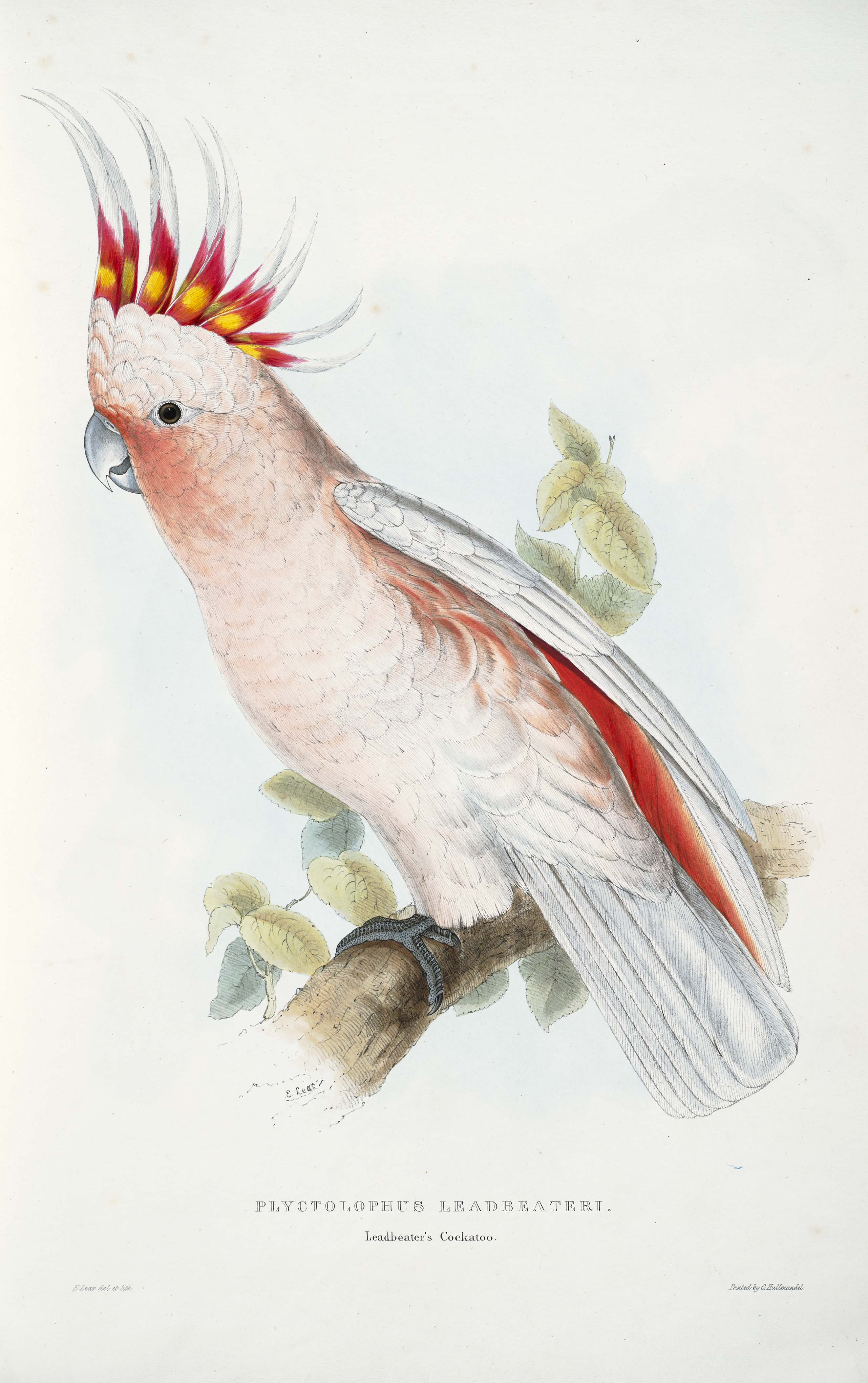
Inkakakadu illustriert von Edward Lear
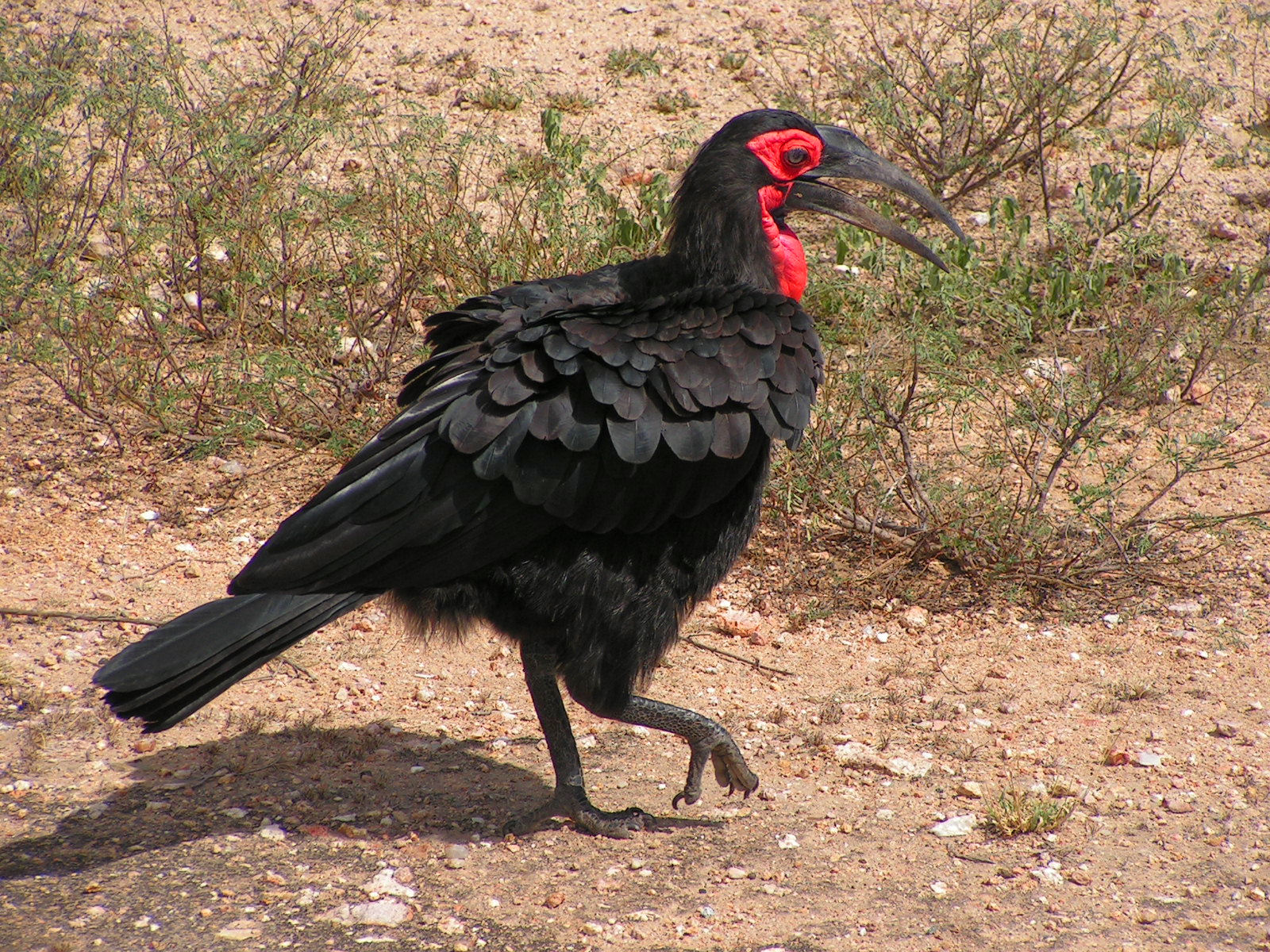
Südlicher Hornrabe (Bucorvus leadbeateri)
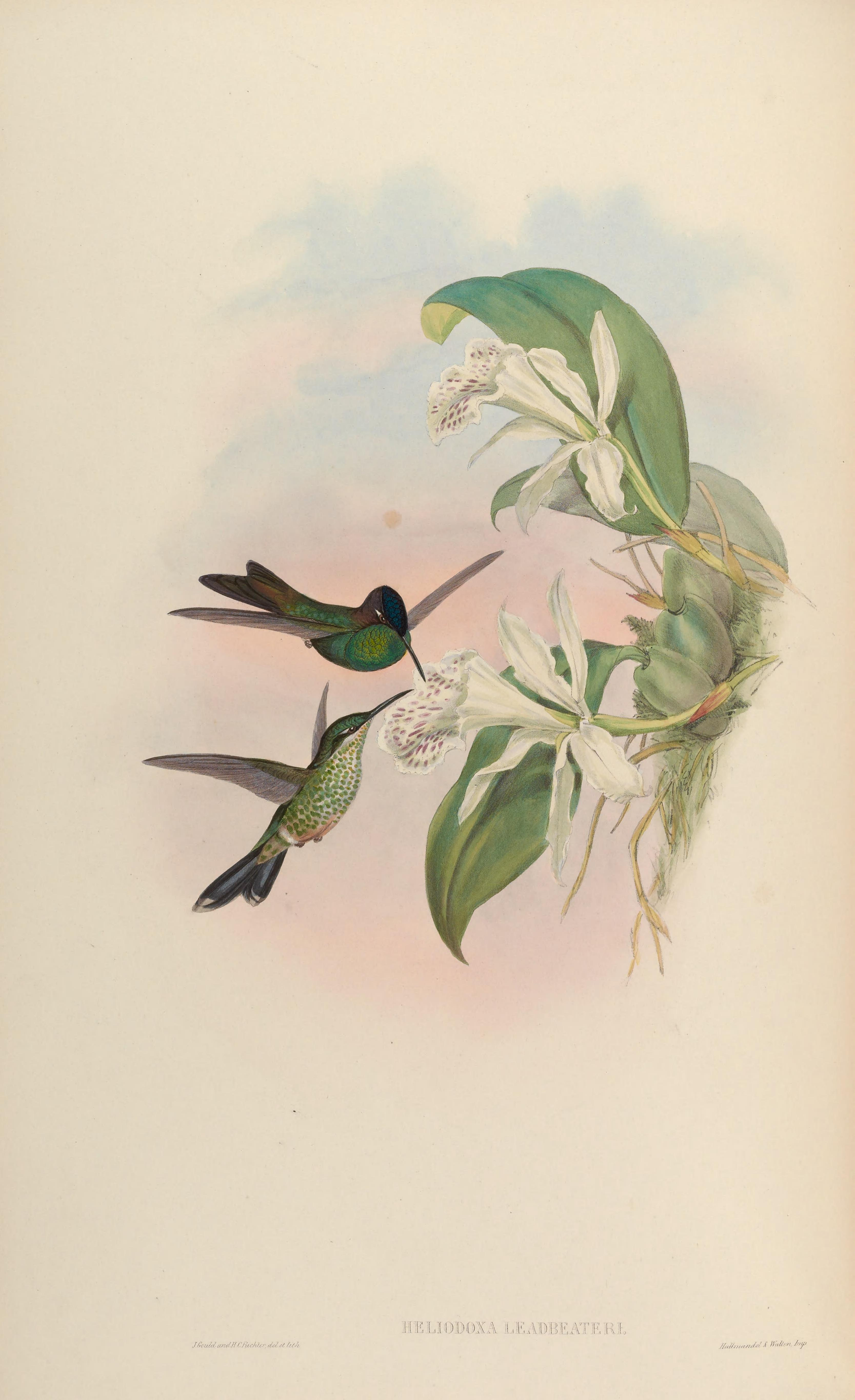
Violettstirn-Brillantkolibri illustriert von John Gould und Henry Constantine Richter

Nicht Benjamin Leadbeater sind gewidmet der Purpurbrustkolibri (Urosticte benjamini (Bourcier, 1851)), der Hörnchenbeutler (Gymnobelideus leadbeateri McCoy, 1867), Ptilotis leadbeateri McCoy, 1867, ein Synonym für den Büschelohrhonigfresser (Lichenostomus cassidix (Gould, 1867)) und Cyclopsitta leadbeateri McCoy, 1875, ein Synonym für die Rotwangen-Zwergpapagein-Unterart (Cyclopsitta diophthalma macleayana Ramsay, EP, 1874). Pardalotus leadbeateri ist ein Name den Ramsay zwar in einer Lesung vor der Zoological Society verwendete. Dieses Papier wurde aber nie publizierte, da ihm McCoy 1866 mit der Publikation des Gelbbürzel-Panthervogels (Pardalotus xanthopyge) zuvorgekommen war. Da der Name in der Fachzeitschrift Ibis mit einer Referenz zu McCoys Beschreibung versehen ist, gilt der Name nach den Internationalen Regeln für die Zoologische Nomenklatur nicht als Nomen nudum.

## Publikationen (Auswahl)
- Descriptions of some new Species of Birds belonging chiefly to the rare Genera Phytotoma, Gmel., Indicator, Vieill., and Cursorius, Latham. In: Transactions of the Linnean Society of London. Band 16, 1829, S. 85–93 (biodiversitylibrary.org – 1833).
- On an undescribed Species of the Genus Phasianns. In: Transactions of the Linnean Society of London. Band 16, 1829, S. 129–131 (biodiversitylibrary.org – 1833).